# Volo Nepal Airlines 555
Il volo Nepal Airlines 555 era un volo passeggeri di linea nazionale dall'aeroporto di Pokhara all'aeroporto di Jomsom, in Nepal. Il 16 maggio 2013, un de Havilland Canada DHC-6 Twin Otter operante il volo si schiantò durante l'atterraggio a Jomsom. Sette dei ventuno a bordo rimasero gravemente feriti. Non ci furono vittime, ma l'aereo fu danneggiato irreparabilmente.

## L'aereo
Il velivolo coinvolto era un de Havilland Canada DHC-6 Twin Otter, marche 9N-ABO, numero di serie 638. Venne consegnato a Nepal Airlines Corporation il 7 settembre 1979 ed era spinto da 2 motori turboelica Pratt & Whitney Canada PT6A-27. Al momento dell'incidente, l'aereo aveva circa 34 anni ed aveva accumulato 32 291 ore di volo in 54 267 cicli di decollo-atterraggio.

## L'incidente
L'aereo partì da Pokhara diretto a Jomsom alle 08:10 ora locale, con una durata del volo prevista di 20 minuti. Durante la discesa, il controllore del traffico aereo avvertì i piloti di un vento proveniente da Sud-Ovest di 8-12 nodi e che la pista consigliata era la 24. Nonostante le informazioni riferite dalla torre di controllo, il comandante richiese di poter atterrare sulla pista 06. Il vento in coda per un atterraggio sulla 06 superava i 5 nodi, oltre il limite imposto dalle procedure operative standard della compagnia aerea.
Il DHC-6 toccò terra 776 piedi (237 m) dalla soglia, con soli 1 648 piedi (502 m) rimanenti, e virò a sinistra uscendo di pista. Il primo ufficiale, seguendo la lista di controllo post-atterraggio, ritirò i flap. Il comandante aumentò la potenza dei motori per cercare di ritornare sulla superficie asfaltata. Dopo aver percorso 705 piedi (215 m) nel prato, il velivolo ritornò sulla pista. Senza dichiarare le sue intenzioni al primo ufficiale, il comandante aumentò al massimo la potenza dei propulsori per effettuare una riattaccata.
L'aereo non guadagnò velocità e sollevamento sufficienti per decollare e finì nuovamente fuori dalla pista, colpendo la recinzione perimetrale e finendo sulle rive del fiume Kaligandaki.

## Le indagini
Il final report venne pubblicato dalla Aircraft Accident Investigation Commission nove mesi dopo l'incidente. Nella sezione delle probabili cause, viene riportato:
Il fattore che ha contribuito al verificarsi dell'incidente è stato l'assenza di un adeguato CRM (gestione delle risorse dell'equipaggio) in termini di comunicazione, coordinamento e briefing riguardante le azioni da intraprendere e le azioni già intraprese dal comandante durante la fase pre e post atterraggio.»